# Boas Ulrich der Jüngere
Boas Ulrich der Jüngere (geboren um 1644 oder um 1650; bestattet 15. Januar 1710 in Augsburg) war ein deutscher Formschneider, Briefmaler und Verleger.
Nachdem er vom Rat der Stadt Augsburg am 25. Juni 1693 ebenso wie sieben andere Augsburger Meister eine Drucker-Gerechtigkeit für Kattundruck verliehen bekommen hatte, verlegte Ulrich als einer der ersten in Augsburg Brokatpapiere.